# ダンス・ファウンダー (リ・ボーカル・バージョン)
「ダンス・ファウンダー（リ・ボーカル・バージョン）」(DANCE FOUNDER (RE.VOCAL & SINGLE MIX))は、2018年2月7日に発売されたフィロソフィーのダンスのシングル。

## 解説
2017年にリリースされたセカンド・アルバム『THE FOUNDER』収録曲の、ボーカル再録によるシングル・カット。 ボーナス・トラックには2017年と2018年のライブ・テイクを13曲収録。

## 収録曲
| - 2〜13 ライブ・アット 渋谷クラブ・クアトロ 2017年10月7日 - 14 ライブ・アット 渋谷O-WEST 2018年1月12日 全作詞: ヤマモトショウ、全編曲: 宮野弦士。 |                                                                                  |                |            |      |
| # | タイトル                                                                         | 作詞           | 作曲・編曲 | 時間 |
| 1. | 「DANCE FOUNDER ダンス・ファウンダー (リ・ボーカル&シングル・ミックス)」         | ヤマモトショウ |            | 4:45 |
| 2. | 「IDOL PHILOSOPHY アイドル・フィロソフィー」(CD ONLY ボーナス・トラック)         | ヤマモトショウ |            | 5:33 |
| 3. | 「COMMON SENSE BUSTERS コモンセンス・バスターズ」(CD ONLY ボーナス・トラック)    | ヤマモトショウ |            | 3:38 |
| 4. | 「EPOKHE CHANCE エポケー・チャンス」(CD ONLY ボーナス・トラック)                 | ヤマモトショウ |            | 4:18 |
| 5. | 「WHAT MAKES ME POPULAR! 好感度あげたい!」(CD ONLY ボーナス・トラック)           | ヤマモトショウ |            | 4:09 |
| 6. | 「SAY HELLO TO THE FUTURE はじめまして未来」(CD ONLY ボーナス・トラック)         | ヤマモトショウ |            | 4:33 |
| 7. | 「SUMMER OF QUALIA 夏のクオリア」(CD ONLY ボーナス・トラック)                    | ヤマモトショウ |            | 4:27 |
| 8. | 「SEA OF THE ALGORITHM アルゴリズムの海」(CD ONLY ボーナス・トラック)            | ヤマモトショウ |            | 3:44 |
| 9. | 「I'M AFTER TIME アイム・アフター・タイム」(CD ONLY ボーナス・トラック)          | ヤマモトショウ |            | 3:36 |
| 10. | 「MYSTIC LOVER ミスティック・ラバー」(CD ONLY ボーナス・トラック)                | ヤマモトショウ |            | 3:30 |
| 11. | 「DOGMATIC DRAMATIC ドグマティック・ドラマティック」(CD ONLY ボーナス・トラック) | ヤマモトショウ |            | 3:33 |
| 12. | 「NEW ATARAXIA ニュー・アタラクシア」(CD ONLY ボーナス・トラック)                | ヤマモトショウ |            | 3:32 |
| 13. | 「BEST FO(U)R ベスト・フォー」(CD ONLY ボーナス・トラック)                       | ヤマモトショウ |            | 3:52 |
| 14. | 「LATE BLOOMER IN SPRING いつか大人になって」(CD ONLY ボーナス・トラック)        | ヤマモトショウ |            | 4:50 |